# Anthicad
Anthicad  es una ciudad censal situada en el distrito de Thrissur en el estado de Kerala (India). Su población es de 9826 habitantes (2011). Se encuentra a 12 km de Thrissur y a 66 km de Cochín.

## Demografía
Según el censo de 2011 la población de Anthicad  era de 9826 habitantes, de los cuales 4637 eran hombres y 5189 eran mujeres. Anthicad tiene una tasa media de alfabetización del 96,84%, superior a la media estatal del 94%: la alfabetización masculina es del 97,62%, y la alfabetización femenina del 96,15%.